# Cantó de Boos
El cantó de Boos és un cantó francès del departament del Sena Marítim, situat al districte de Rouen. Té 15 municipis i el cap és Boos.

## Municipis
- Amfreville-la-Mi-Voie
- Les Authieux-sur-le-Port-Saint-Ouen
- Belbeuf
- Bonsecours
- Boos
- Franqueville-Saint-Pierre
- Fresne-le-Plan
- Gouy
- Le Mesnil-Esnard
- Mesnil-Raoul
- Montmain
- La Neuville-Chant-d'Oisel
- Quévreville-la-Poterie
- Saint-Aubin-Celloville
- Ymare

## Història
| Data d'elecció                           | Identitat              | Partit                                 | Qualitat |
| ---------------------------------------- | ---------------------- | -------------------------------------- | -------- |
| 1951-1982                                | Maxime Magniaux        | MRP, després CD, després divers droite |          |
| 1982-1998                                | Bernard Grassin-Delyle | UDF                                    |          |
| 1998-                                    | Philippe Leroy         | UDF, després NC                        |          |
| les dades anteriors no són pas conegudes |                        |                                        |          |
|                                          |                        |                                        |          |

## Demografia
| A partir de 1990: Població sense dobles comptes |